# Pančo Gonzales
Pančo Gonzales (engl. Pancho Gonzales, rođen kao Rikardo Alonso Gonzalez шп. Ricardo Alonso González, 9. maj 1928 – 3. 7. 1995), ponekad poznat i kao Ričard Gonzales, bio je američki teniser koji je rangiran kao jedan od najvećih u istoriji sporta. On je osvojio 14 glavnih pojedinačnih titula (12 pro slemova, 2 grand slema) i bio je dominantni profesionalac tokom 1950-ih. On još uvek drži rekord svih vremena za muškarce po tome što je bio rangiran kao br. 1 tokom osamgodina.
Gonzales je bio nemilosrdni konkurent sa žestokim temperamentom. Mnogi od njegovih vršnjaka u profesionalnom krugu su bili zastrašeni njime, a on je često bio u sukobu sa zvaničnicima i promoterima. Međutim, bio je favorit navijača koji je privlačio više gledalaca nego bilo koji drugi igrač svog vremena. Nakon njegove smrti, jeand Sports Illustrated članak je naveo: „Da je budućnost Zemlje u pitanju u teniskom meču, čovek koga biste želili da servira da se spase čovečanstvo bi bio Rikardo Alonso Gonzales.” Dugogodišnji teniski komentator Bad Kolins dao je sličnu izjavu 2006. godine: „Ako bi trebalo da izaberem nekog da igra za moj život, to bi bio Pančo Gonzales”.

## Hronologija performanse na glavnim turnirima
Kao amaterski igrač, Pančo Gonzales je odneo pobede za bar 17 pojedinačnih titula, uključujući 2 Grand slem turnira. Kao profesionalni igrač, on je pobedio na takmičenjima za bar 85 pojedinačnih titula, uključujući 15 Pro slem turnira. Njemu nije bilo dozvoljeno da se natiče na Grand slem turnirima od 1950 do 1967 jer je bio profesionalni igrač. Tokom tog profesionalnog perioda, on je osvojio 7 puta World Pro Tour. Open era je stigla veoma kasno za Gonzalesa. Do tog vremena je on bio već u svojim četrdesetim. Čak i u tom uznapredovalom dobu uspeo je da osvoji najmanje 11 singlova. Sve u svemu, Gonzales je osvojio najmanje 113 naslova u svojoj karijeri u rasponu od 25 godina.
Hronologija performanse:
|                    |               |               |               |                         |                         |                         |                         |                         |                         |                         |                         |                         |                         |               |               |               |               |               | Titule / Igrano | Karijera W-L | Karijera pobede % |
| Grand slem turniri | Amaterski     | Amaterski     | Amaterski     | Profesionalno           | Profesionalno           | Profesionalno           | Profesionalno           | Profesionalno           | Profesionalno           | Profesionalno           | Profesionalno           | Profesionalno           | Otvorena era            | Otvorena era  | Otvorena era  | Otvorena era  | Otvorena era  | Otvorena era  | 2 / 17          | 44–15        | 74,58             |
| Grand slem turniri | 1947          | 1948          | 1949          | 1950 - 1967             | 1950 - 1967             | 1950 - 1967             | 1950 - 1967             | 1950 - 1967             | 1950 - 1967             | 1950 - 1967             | 1950 - 1967             | 1950 - 1967             | 1968                    | 1969          | 1970          | 1971          | 1972          | 1973          | 2 / 17          | 44–15        | 74,58             |
| ------------------ | ------------- | ------------- | ------------- | ----------------------- | ----------------------- | ----------------------- | ----------------------- | ----------------------- | ----------------------- | ----------------------- | ----------------------- | ----------------------- | ----------------------- | ------------- | ------------- | ------------- | ------------- | ------------- | --------------- | ------------ | ----------------- |
| Australijski       | A             | A             | A             | Nije mogao da se natiče | Nije mogao da se natiče | Nije mogao da se natiče | Nije mogao da se natiče | Nije mogao da se natiče | Nije mogao da se natiče | Nije mogao da se natiče | Nije mogao da se natiče | Nije mogao da se natiče | Nije mogao da se natiče | 3R            | A             | A             | A             | A             | 0 / 1           | 2–1          | 66,67             |
| Frencuski          | A             | A             | SF            | Nije mogao da se natiče | Nije mogao da se natiče | Nije mogao da se natiče | Nije mogao da se natiče | Nije mogao da se natiče | Nije mogao da se natiče | Nije mogao da se natiče | Nije mogao da se natiče | Nije mogao da se natiče | SF                      | A             | A             | A             | A             | A             | 0 / 2           | 9–2          | 81,82             |
| Vimbldon           | A             | A             | 4R            | Nije mogao da se natiče | Nije mogao da se natiče | Nije mogao da se natiče | Nije mogao da se natiče | Nije mogao da se natiče | Nije mogao da se natiče | Nije mogao da se natiče | Nije mogao da se natiče | Nije mogao da se natiče | 3R                      | 4R            | A             | 2R            | 2R            | A             | 0 / 5           | 10–5         | 66,67             |
| U.S.               | 2R            | W             | W             | Nije mogao da se natiče | Nije mogao da se natiče | Nije mogao da se natiče | Nije mogao da se natiče | Nije mogao da se natiče | Nije mogao da se natiče | Nije mogao da se natiče | Nije mogao da se natiče | Nije mogao da se natiče | QF                      | 4R            | 3R            | 3R            | 1R            | 1R            | 2 / 9           | 23–7         | 76,67             |
| Pro slem turniri   | Profesionalno | Profesionalno | Profesionalno | Profesionalno           | Profesionalno           | Profesionalno           | Profesionalno           | Profesionalno           | Profesionalno           | Profesionalno           | Profesionalno           | Profesionalno           | Profesionalno           | Profesionalno | Profesionalno | Profesionalno | Profesionalno | Profesionalno | 15 / 31         | 78–16        | 82,98             |
| Pro slem turniri   | 1950          | 1951          | 1952          | 1953                    | 1954                    | 1955                    | 1956                    | 1957                    | 1958                    | 1959                    | 1960                    | 1961                    | 1962                    | 1963          | 1964          | 1965          | 1966          | 1967          | 15 / 31         | 78–16        | 82,98             |
| Francuski pro      | NH            | NH            | NH            | NH                      | NH                      | NH                      | F                       | NH                      | SF                      | A                       | A                       | F                       | A                       | A             | SF            | A             | A             | A             | 0 / 4           | 7–4          | 63,64             |
| Vembli pro         | W             | W             | W             | F                       | NH                      | NH                      | W                       | SF                      | SF                      | A                       | A                       | SF                      | A                       | A             | SF            | A             | A             | A             | 4 / 9           | 22–5         | 81,48             |
| U.S. pro           | A             | RU            | F             | W                       | W                       | W                       | W                       | W                       | W                       | W                       | A                       | W                       | A                       | QF            | F             | SF            | A             | A             | 8 / 13          | 31–5         | 86,11             |

## Glavni finali

### Grand slem turniri

#### Singlovi: 2 (dve titule)
| Ishod    | Godina | Šampionat    | Površina | Oponent       | Rezultat                  |
| -------- | ------ | ------------ | -------- | ------------- | ------------------------- |
| Pobednik | 1948   | US šampionat | Trava    | Erik Sterdžes | 6–2, 6–3, 14–12           |
| Pobednik | 1949   | US šampionat | Trava    | Ted Šroder    | 16–18, 2–6, 6–1, 6–2, 6–4 |

### Pro slem turniri

#### Singlovi: 18 (12 titula, 6 učešća)
| Ishod    | Godina | Šampionat  | Površina  | Oponent        | Rezultat                         |
| -------- | ------ | ---------- | --------- | -------------- | -------------------------------- |
| Pobednik | 1950   | Vembli pro | U dvorani | Velbi Van Horn | 6–3, 6–3, 6–2                    |
| Učesnik  | 1951   | US pro     | Trava     | Pančo Segura   | 3–6, 4–6, 2–6                    |
| Pobednik | 1951   | Vembli pro | U dvorani | Pančo Segura   | 6–2, 6–2, 2–6, 6–4               |
| Učesnik  | 1952   | US pro     | U dvorani | Pančo Segura   | 6–3, 4–6, 6–3, 4–6, 0–6          |
| Pobednik | 1952   | Vembli pro | U dvorani | Džek Krejmer   | 3–6, 3–6, 6–2, 6–4, 7–5          |
| Pobednik | 1953   | US pro     | U dvorani | Don Badž       | 4–6, 6–4, 7–5, 6–2               |
| Učesnik  | 1953   | Vembli pro | U dvorani | Frenk Sedžmen  | 1–6, 2–6, 2–6                    |
| Pobednik | 1954   | US pro     | U dvorani | Frenk Sedžmen  | 6–3, 9–7, 3–6, 6–2               |
| Pobednik | 1955   | US pro     | U dvorani | Pančo Segura   | 21–16, 19–21, 21–8, 20–22, 21–19 |
| Pobednik | 1956   | US pro     | U dvorani | Pančo Segura   | 21–15, 13–21, 21–14, 22–20       |
| Učesnik  | 1956   | Frenč pro  | Glina     | Tony Trabert   | 3–6, 6–4, 7–5, 6–8, 2–6          |
| Pobednik | 1956   | Vembli pro | U dvorani | Frenk Dedžman  | 4–6, 11–9, 11–9, 9–7             |
| Pobednik | 1957   | US pro     | U dvorani | Pančo Segura   | 6–3, 3–6, 7–5, 6–1               |
| Pobednik | 1958   | US pro     | U dvorani | Lu Houd        | 3–6, 4–6, 14–12, 6–1, 6–4        |
| Pobednik | 1959   | US pro     | U dvorani | Lu Houd        | 6–4, 6–2, 6–4                    |
| Pobednik | 1961   | US pro     | U dvorani | Frenk Sedžmen  | 6–3, 7–5                         |
| Učesnik  | 1961   | Frenč pro  | Glina     | Ken Rouzvol    | 6–2, 4–6, 3–6, 6–8               |
| Učesnik  | 1964   | US pro     | Trava     | Rod Lejver     | 6–4, 3–6, 5–7, 4–6               |

## Literatura
- Rice, Cy (1959). Man with a Racket, The Autobiography of Pancho Gonzales. A S Barnes and Co. стр. 26. ASIN B000F79V9Y.
- Jack Kramer with Frank Deford (1979). The Game, My 40 Years in Tennis. Putnam. ISBN 978-0-399-12336-8.
- The History of Professional Tennis (2003), Joe McCauley
- Rich Hillway, tennis historian - Q&A with the Aussies
- Edited by Michael Bartlett and Bob Gillen (1981). The Tennis Book. Arbor House. ISBN 978-0-87795-344-9.
- The Lone Wolf, by S. L. Price, Sports Illustrated, June 26, 2002
- Little Pancho (2009) by Caroline Seebohm
- Barrett, John;  . (1977). World of Tennis Yearbook 1971. Jane's Information. стр. 142. ISBN 978-0-354-09011-7.
- Seebohn, Caroline (2009). Little Pancho: The Life Of Tennis Legend Pancho Segura. U of Nebraska Press. стр. 174, etc. ISBN 9780803220416.
- Michel Sutter. Vainqueurs Winners 1946–2003., Paris 2003.

## Spoljašnje veze
- Pančo Gonzales на веб-сајту  (језик: енглески)